# Dona Catherina av Kandy
Dona Catherina av Kandy, även känd som Kusumasana Devi, död 10 juli 1613, var regerande drottning av kungariket Kandy på Sri Lanka under år 1581.

## Regerande drottning
Dona Catherina var dotter till kung Karaliyadde Bandara av Kandy (r. 1551–1581), men hade blivit uppfostrad hos portugiserna som katolik under namnet Dona Catherina. Vid sin fars död uppsattes hon på tronen som portugisisk marionett. Hon anges vid den tidpunkten ha varit i tonårsåldern. Hon avsattes samma år av Rajasinha I (r. 1581–1591) efter ett massivt nederlag med stora förluster för portugisernas styrkor.

## Gemålsdrottning
Dona Catherina var sedan i tur och ordning gift med två av de Kandys efterföljande kungar, Vimaladharmasuriya I (r. 1590–1604) och Senarat (r. 1604–1635), för att legitimera deras tronanspråk. Hon blev mor till Rajasinhe II (r. 1635–1687). Dona Catherina var övertygad katolik och ska som drottninggemål i hemlighet ha undervisat i katolicismen. 